# ايبرهارد بلوم
ايبرهارد بلوم (بالألمانية: Eberhard Blum) (و. 1940 – 2013 م) هو موسيقي، من ألمانيا، ولد في شتتين، توفي في برلين، عن عمر يناهز 73 عاماً.

## روابط خارجية
- ايبرهارد بلوم على موقع IMDb (الإنجليزية)
- ايبرهارد بلوم على موقع ميوزك برينز (الإنجليزية)
- ايبرهارد بلوم على موقع ديسكوغز (الإنجليزية)